# Enodisomacris
Enodisomacris is een geslacht van rechtvleugeligen uit de familie Tristiridae. De wetenschappelijke naam van dit geslacht is voor het eerst geldig gepubliceerd in 1989 door Cigliano.

## Soorten
Het geslacht Enodisomacris  is monotypisch en omvat slechts de volgende soort:
- Enodisomacris curtipennis (Cigliano, 1989)